# Piața Iancului (métro de Bucarest)
Piața Iancului  est une station de métro roumaine de la ligne M1 du métro de Bucarest. Elle est située Piața Iancului dans le Sector 2 de la ville de Bucarest.
Elle est mise en service en 1989.
Exploitée par Metrorex elle est desservie par les rames de la ligne M1, qui circulent quotidiennement entre 5 h 0 et 23 h 0 (heure de départ des terminus). Une station du Tramway de Bucarest et des arrêts d'autobus sont situés à proximité.

## Situation sur le réseau
Établie en souterrain la station Piața Ianculu dispose d'une plateforme de passage avec un quai central encadré par les deux voies de la ligne M1 du métro de Bucarest. Elle est située entre les stations Piața Muncii, en direction de Dristor 2, et Obor, en direction de Pantelimon.

## Histoire
La station de passage « Piața Iancului » est mise en service le 17 août 1989, lors de l'ouverture à l'exploitation du tronçon, long de 7,8 kilomètres, entre Gara de Nord et Dristor de la ligne M1. 

## Service des voyageurs

### Accueil
La station dispose de deux bouches de métro : une sur la Piața Iancului  et l'autre sur la rue Mihai Bravu. Des escaliers, ou des ascenseurs pour les personnes à mobilité réduite, permettent de rejoindre les salles des guichets et des automates pour l'achat des titres de transport (un ticket est utilisable pour un voyage sur l'ensemble du réseau métropolitain).

### Desserte
À la station Piața Iancului, la desserte quotidienne débute avec le passage des rames parties des stations terminus de la ligne M1 à 5 h 0 et se termine avec le passage des dernières rames ayant prie le départ à 23 h 0 des stations terminus.

### Intermodalité
Le Tramway de Bucarest dispose d'une station à proximité : lignes 1 et 46. Il y a également plusieurs arrêts d'autobus : rue Mihai Bravu (lignes 330, 335 et 634) et Piața Iancului  (lignes 135, 311, 655 et N102).